# Charadra circulifera
Charadra circulifera är en fjärilsart som beskrevs av Walker 1857. Charadra circulifera ingår i släktet Charadra och familjen Pantheidae. Inga underarter finns listade i Catalogue of Life.